# Le Printemps de Téhéran : L'Histoire d'une révolution 2.0
Pour plus de détails, voir Fiche technique et Distribution.
Le Printemps de Téhéran : L'Histoire d'une révolution 2.0 est un film allemand réalisé par Ali Samadi Ahadi et sorti en 2010 et au cinéma en France en janvier 2012. C'est un docu-fiction sur les protestations iraniennes de 2009 à la suite de l'élection d'Ahmadinejad, et sur leur répression.

## Synopsis
Le film mêle des images documentaires des protestations iraniennes de 2009 et des séquences animées mettant en scène deux étudiants fictifs pendant ces événements réels.

## Fiche technique
- Titre : Le Printemps de Téhéran : L'Histoire d'une révolution 2.0
- Titre original : The Green Wave
- Réalisation : Ali Samadi Ahadi
- Scénario : Ali Samadi Ahadi, Oliver Stoltz
- Musique originale : Ali N. Askin
- Image : Ali Samadi Ahadi, Peter Jeschke
- Montage : Andreas Menn, Barbara Toennieshen
- Production : Sandra Bohle, Jan Krüger, Sabine Rollberg, Oliver Stoltz, Mathias Werth
- Sociétés de production : ARTE, Dreamer Joint Venture Filmproduction, Westdeutscher Rundfunk (WDR), Wizard UG & ko.
- Diffusion : DistriB Films (France, sortie en salles)
- Pays :  Allemagne
- Langue : allemand, anglais, persan
- Format : 1,85:1, couleur
- Son : Dolby
- Durée : 80 minutes
- Dates de sortie :    
  -  Allemagne : 22 juin 2010 (première télévisée)
  -  Allemagne : 5 octobre 2010 (Festival du film de Hambourg)
  -  États-Unis : Janvier 2011 (Festival du film de Sundance )
  -  France : 18 janvier 2012

## Distribution
- Pegah Ferydoni
- Navid Akhavan
- Dr Shirin Ebadi